# 500 miles d'Indianapolis 2007

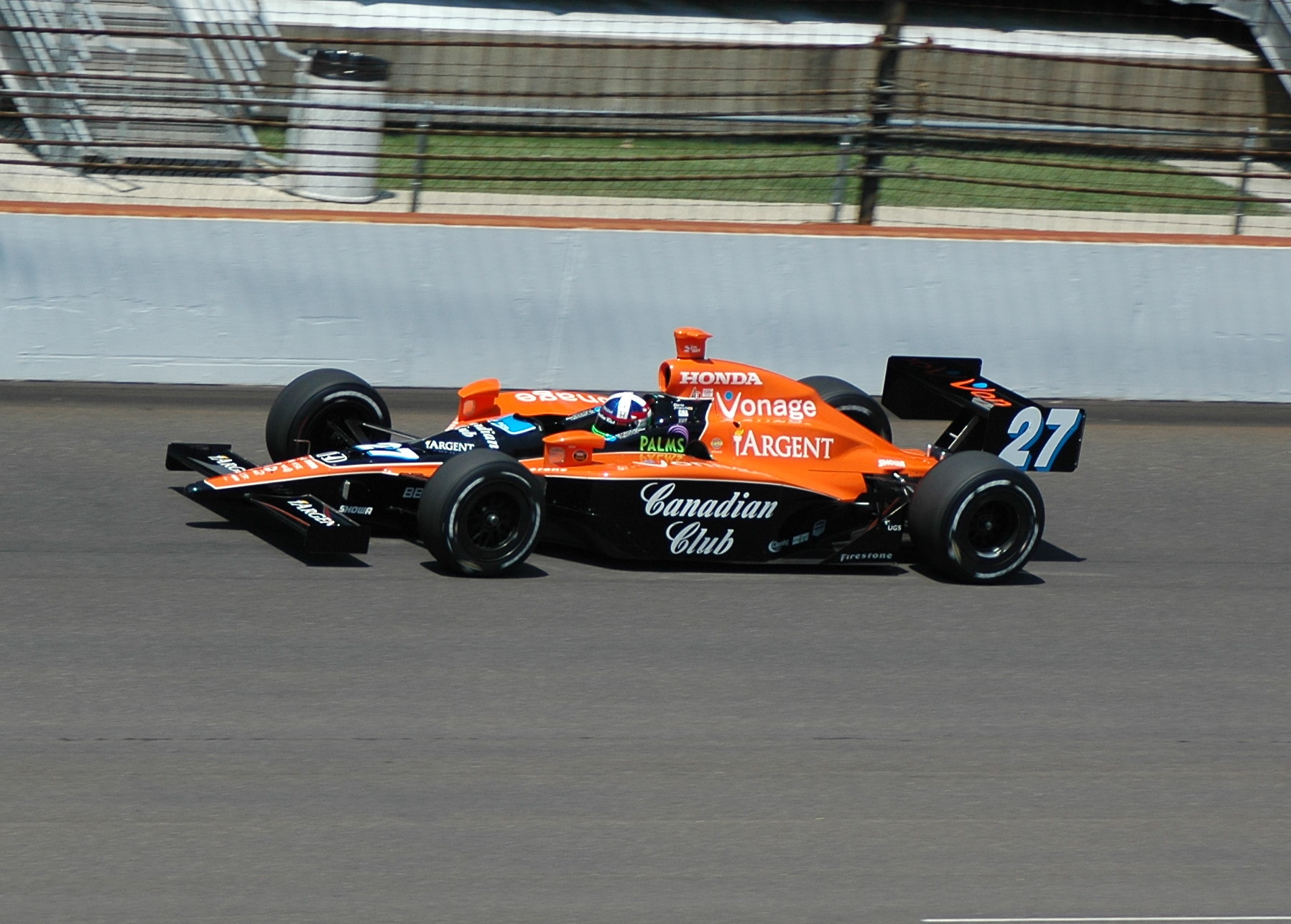
Dario Franchitti, vainqueur des 500 miles d'Indianapolis 2007

Les 500 miles d'Indianapolis 2007, organisés le 27 mai 2007, ont été remportés par le pilote britannique Dario Franchitti sur une Dallara-Honda de l'écurie Andretti Green Racing.

## Grille de départ
| Ligne | Intérieur         | Milieu           | Extérieur        |
| 1     | Hélio Castroneves | Tony Kanaan      | Dario Franchitti |
| 2     | Scott Dixon       | Sam Hornish Jr.  | Dan Wheldon      |
| 3     | Ryan Briscoe      | Danica Patrick   | Marco Andretti   |
| 4     | Tomas Scheckter   | Michael Andretti | Scott Sharp      |
| 5     | Jeff Simmons (en) | Ed Carpenter     | Darren Manning   |
| 6     | Buddy Rice        | Kosuke Matsuura  | A.J. Foyt IV     |
| 7     | Vitor Meira       | Davey Hamilton   | Sarah Fisher     |
| 8     | Buddy Lazier      | Roger Yasukawa   | John Andretti    |
| 9     | Al Unser Jr.      | Alex Barron      | Jon Herb         |
| 10    | Jaques Lazier     | Milka Duno       | Marty Roth       |
| 11    | Roberto Moreno    | Richie Hearn     | Phil Giebler     |

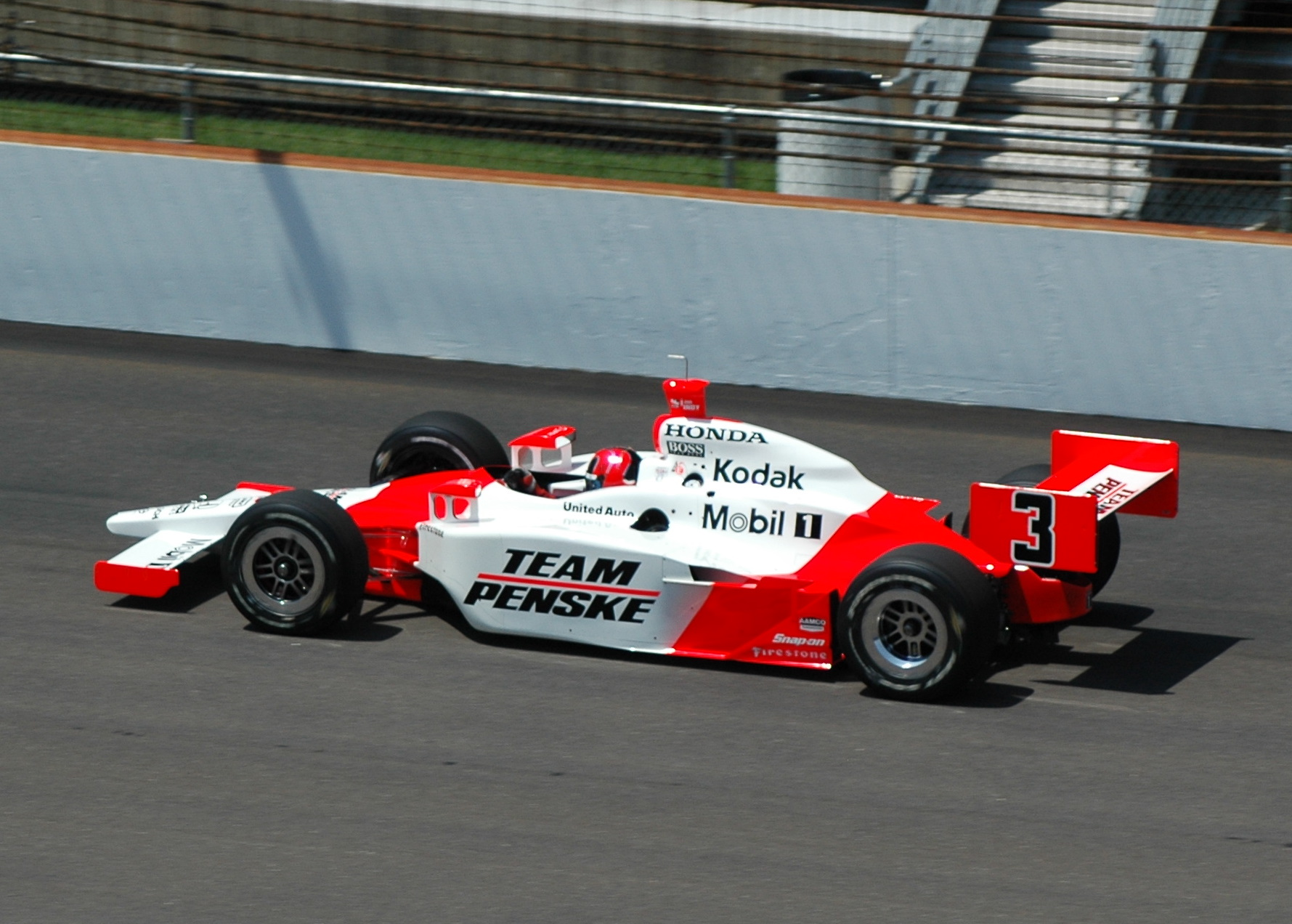
Le poleman Hélio Castroneves sur sa Dallara-Honda du Penske Racing.

La pole a été réalisée par Hélio Castroneves avec une moyenne de 363,417 km/h sur 4 tours.

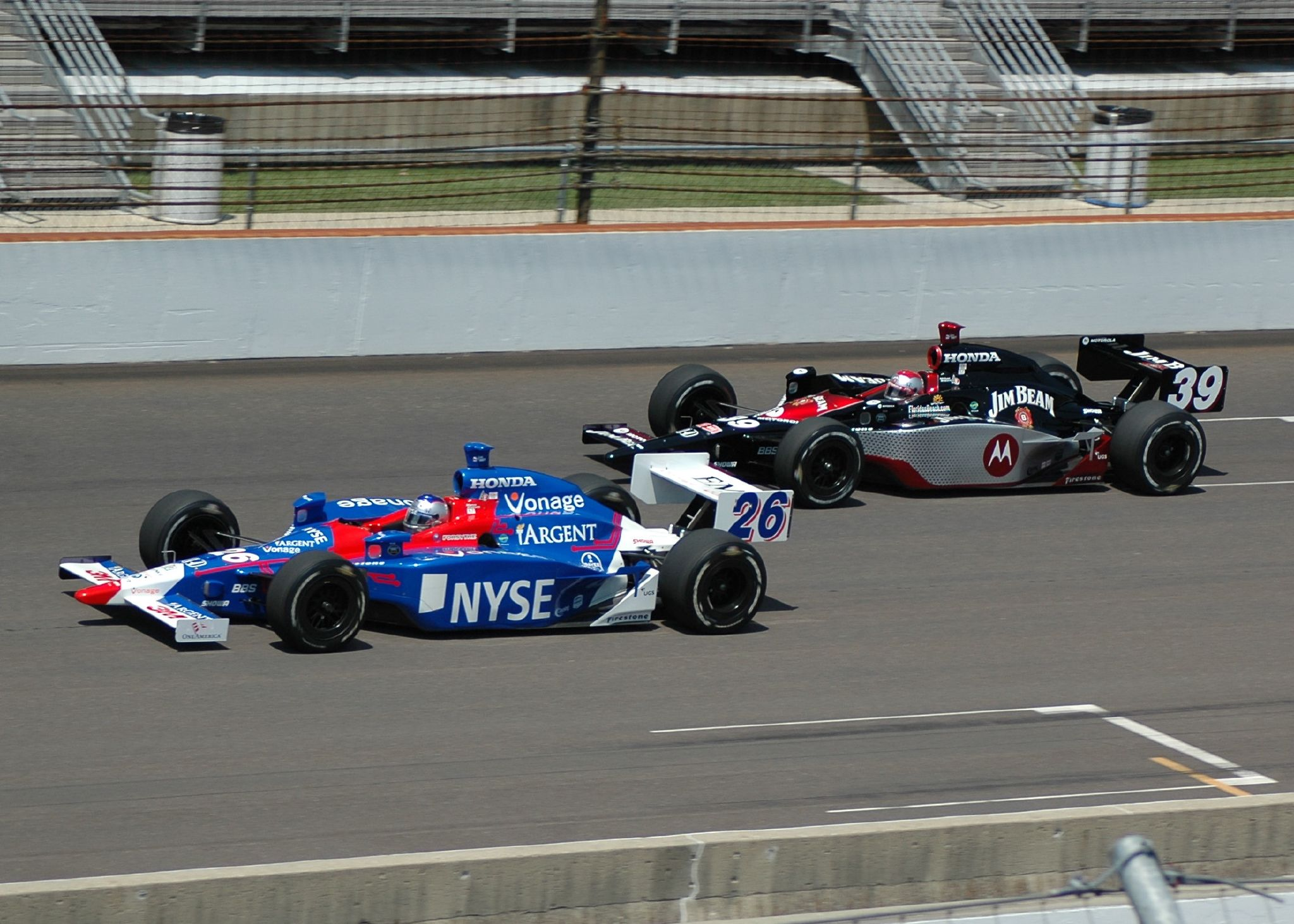
Les Andretti père (#39) et fils (#26) lors des essais.

- Pole day (places 1 à 11) le 12 mai 2007
- 2e jour de qualification (places 12 à 22) le 13 mai 2007
- 3e jour de qualification (places 23 à 32) le 19 mai 2007
- 4e jour de qualification (place 33 et bump day) le 20 mai 2007

Notes:
- Qualifié le samedi 19 en 32e position mais avec le 33e et dernier temps à la suite de la qualification le dimanche de Richie Hearn, Jimmy Kite a été "bumpé" par Phil Giebler et a donc perdu sa place sur la grille. Qualifié à la 33e place, Richie Hearn a ainsi gagné un rang.
- Qualifié le samedi 19 en 31e position, Roberto Moreno a annulé son temps de qualification pour réaliser le dimanche un meilleur chrono. En réalisant le 27e chrono, il n'a pas amélioré sa place sur la grille (la grille est établie en fonction des chronos mais également du jour de qualification lors duquel ledit chrono a été réalisé) mais s'est mis à l'abri d'un éventuel "bump".

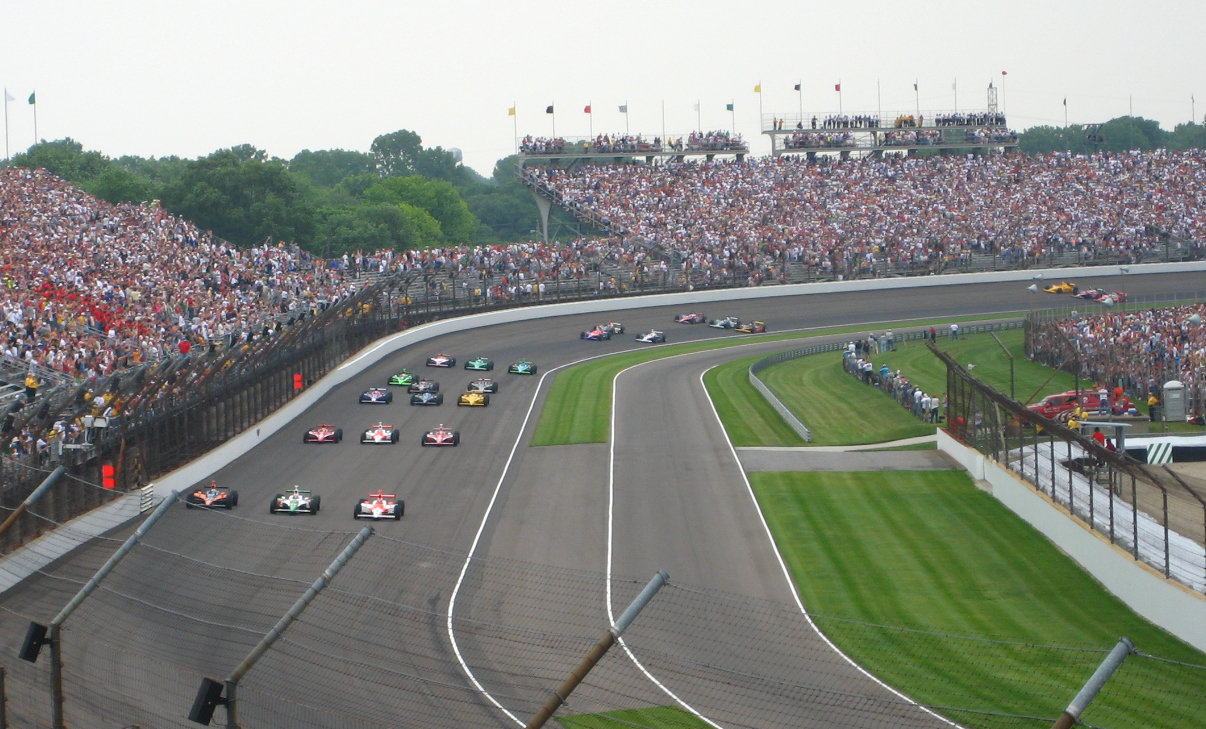
Les monoplaces en formation avant le départ.

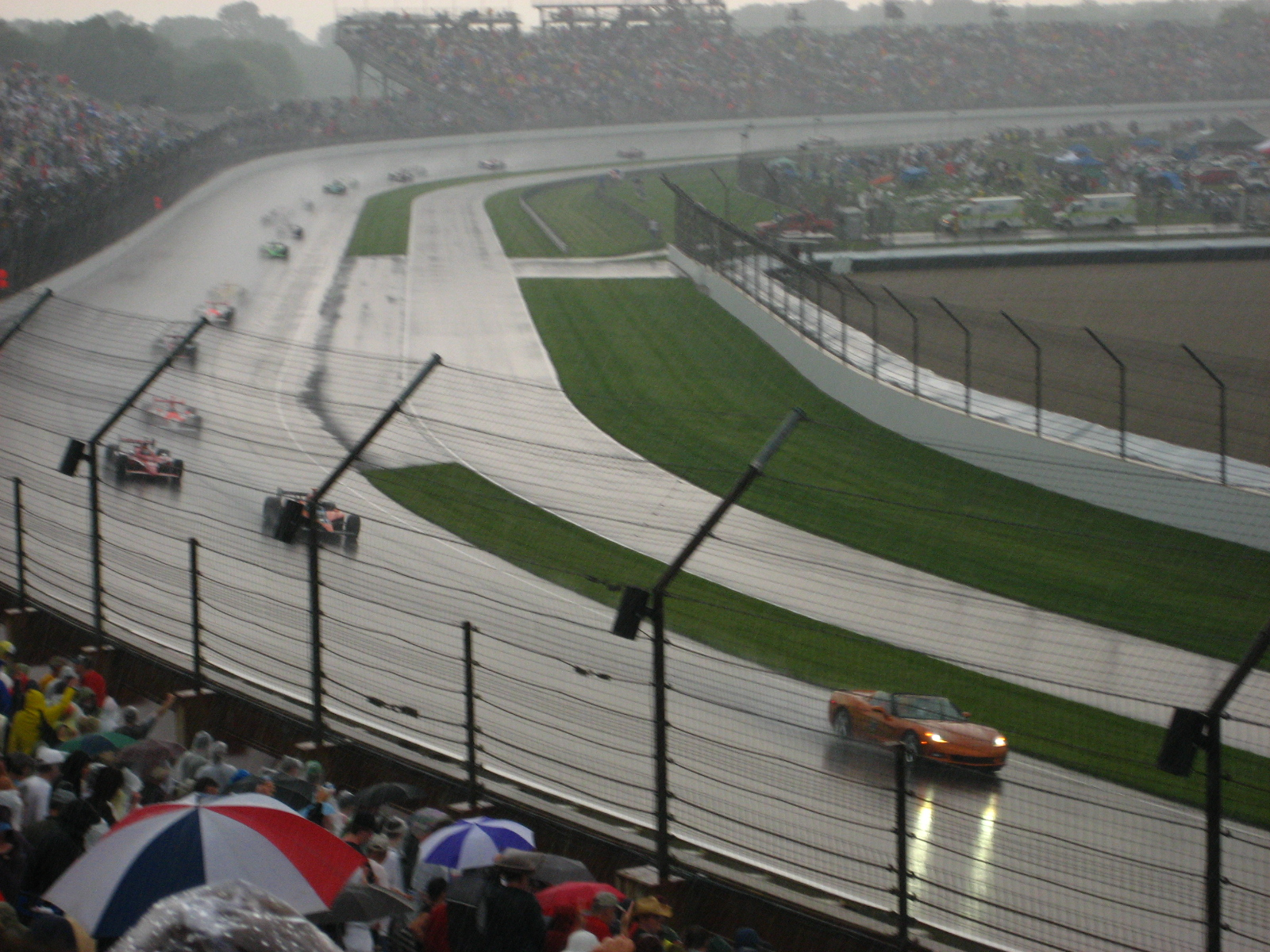
Le peloton sous la pluie, qui entrainera l'arrêt prématuré de l'épreuve.

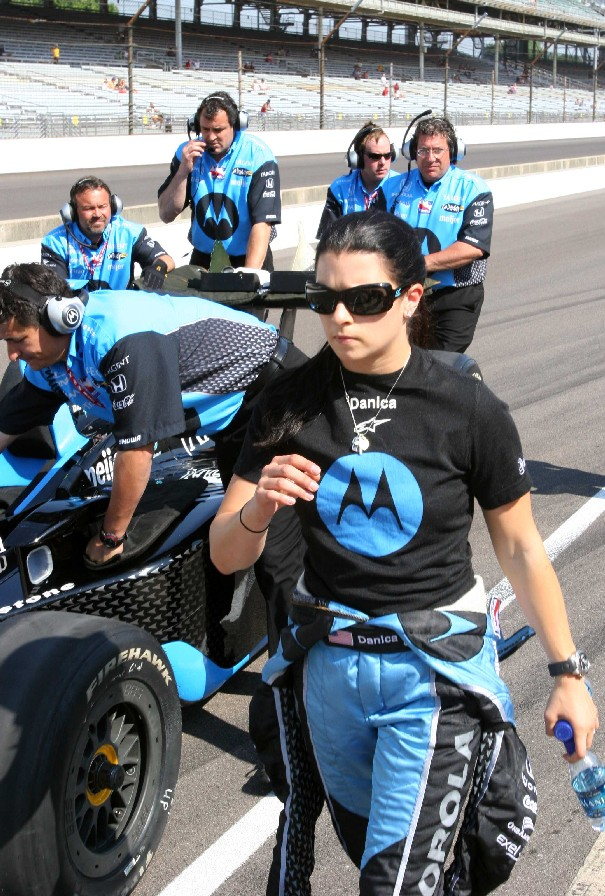
Danica Patrick, l'une des trois femmes au départ.

## Classement final
| no | Pilote            | Voiture       | Équipe                          | Tours | Temps/Abandon        |
| 1  | Dario Franchitti  | Dallara-Honda | Andretti Green Racing           | 166   | 2 h 44 min 03 s 5608 |
| 2  | Scott Dixon       | Dallara-Honda | Chip Ganassi Racing             | 166   | +0 s 3610            |
| 3  | Hélio Castroneves | Dallara-Honda | Team Penske                     | 166   | +1 s 8485            |
| 4  | Sam Hornish Jr.   | Dallara-Honda | Team Penske                     | 166   | +4 s 6324            |
| 5  | Ryan Briscoe      | Dallara-Honda | Luczo-Dragon Racing             | 166   | +5 s 2109            |
| 6  | Scott Sharp       | Dallara-Honda | Rahal Letterman Racing          | 166   | +9 s 3470            |
| 7  | Tomas Scheckter   | Dallara-Honda | Vision Racing                   | 166   | +11 s 3823           |
| 8  | Danica Patrick    | Dallara-Honda | Andretti Green Racing           | 166   | +12 s 1789           |
| 9  | Davey Hamilton    | Dallara-Honda | Vision Racing                   | 166   | +15 s 4116           |
| 10 | Vitor Meira       | Dallara-Honda | Panther Racing                  | 166   | +17 s 6991           |
| 11 | Jeff Simmons (en) | Dallara-Honda | Rahal Letterman Racing          | 166   | +19 s 7119           |
| 12 | Tony Kanaan       | Dallara-Honda | Andretti Green Racing           | 166   | +21 s 4339           |
| 13 | Michael Andretti  | Dallara-Honda | Andretti Green Racing           | 166   | +35 s 1235           |
| 14 | A.J. Foyt IV      | Dallara-Honda | Vision Racing                   | 165   | + 1 tour             |
| 15 | Alex Barron       | Dallara-Honda | CURB/Agajanian/Beck Motorsports | 165   | + 1 tour             |
| 16 | Kosuke Matsuura   | Dallara-Honda | Panther Racing                  | 165   | + 1 tour             |
| 17 | Ed Carpenter      | Dallara-Honda | Vision Racing                   | 164   | accident             |
| 18 | Sarah Fisher      | Dallara-Honda | Dreyer & Reinbold Racing        | 164   | + 2 tours            |
| 19 | Buddy Lazier      | Dallara-Honda | Sam Schmidt Motorsports         | 164   | + 2 tours            |
| 20 | Darren Manning    | Dallara-Honda | A. J. Foyt Enterprises          | 164   | + 2 tours            |
| 21 | Roger Yasukawa    | Dallara-Honda | Dreyer & Reinbold Racing        | 164   | + 2 tours            |
| 22 | Dan Wheldon       | Dallara-Honda | Chip Ganassi Racing             | 163   | accident             |
| 23 | Richie Hearn      | Dallara-Honda | Hemelgarn Racing                | 163   | + 3 tours            |
| 24 | Marco Andretti    | Dallara-Honda | Andretti Green Racing           | 162   | accident             |
| 25 | Buddy Rice        | Dallara-Honda | Dreyer & Reinbold Racing        | 162   | accident             |
| 26 | Al Unser Jr.      | Dallara-Honda | A. J. Foyt Enterprises          | 161   | + 7 tours            |
| 27 | Jaques Lazier     | Panoz-Honda   | Playa Del Racing                | 155   | accident             |
| 28 | Marty Roth        | Dallara-Honda | Roth Racing                     | 148   | accident             |
| 29 | Phil Giebler (R)  | Panoz-Honda   | Playa Del Racing                | 106   | accident             |
| 30 | John Andretti     | Dallara-Honda | Panther Racing                  | 95    | accident             |
| 31 | Milka Duno (R)    | Dallara-Honda | SAMAX Motorsport                | 65    | accident             |
| 32 | Jon Herb          | Dallara-Honda | Racing Professionals            | 51    | accident             |
| 33 | Roberto Moreno    | Panoz-Honda   | Chastain Motorsports            | 36    | accident             |

Un (R) indique que le pilote était éligible au trophée du "Rookie of the Year" (meilleur débutant de l'année), attribué à Phil Giebler.